# Penny Black

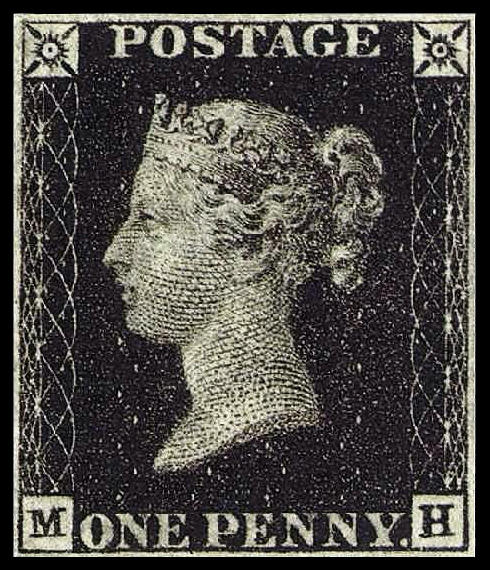
Znaczek pocztowy Penny Black oznaczony literami M i H w narożach

Penny Black – pierwszy znaczek pocztowy świata. Został wydany przez brytyjską pocztę 1 maja 1840, do użytku wszedł 6 maja tego samego roku. Był barwy czarnej i miał nominał 1 pensa. Z tych powodów nazywany jest Penny Black („czarna jednopensówka”).
Wzorem dla pierwszego znaczka został medal z portretem młodej królowej Wiktorii, wybity w 1837 roku. Twórcą medalu był William Wyon, natomiast na potrzeby rytowników skopiował go grafik Henry Courbould.
Znaczek drukowany był w arkuszach po 240 sztuk (20 poziomych rzędów, każdy po 12 sztuk). Wszystkie znaczki oznaczono w obu dolnych rogach kontrolnymi literami. Dwanaście znaczków każdego poziomego rzędu miało w lewym rogu tę samą literę (w pierwszym rzędzie - A, drugim - B, aż do dwudziestego oznaczonego T). Prawy dolny róg znaczka opatrzono literami od A do L, odpowiadającymi kolejnym rzędom pionowym. Najrzadziej spotykaną płytą jest 11, z której wyprodukowano w czarnym kolorze tylko 700 arkuszy. Całkowity nakład czarnej jednopensówki wyniósł 68 808 000 sztuk.
Inicjatorem używania znaczków jako sposobu opłacania przez nadawcę przesyłek pocztowych był angielski nauczyciel Rowland Hill. Znaczki pocztowe spotkały się z życzliwym przyjęciem i niebawem inne kraje poszły za przykładem poczty brytyjskiej. W 1843 wprowadziła znaczki pocztowe Szwajcaria (kantony Genewa i Zurych) oraz Brazylia. W 1845 − Stany Zjednoczone, 1847 − Mauritius, 1848 − Bermudy, 1849 − Bawaria, Belgia, Francja, 1850 − Austria, Gujana Brytyjska, Hanower, Hiszpania, Prusy, Saksonia, Szlezwik-Holsztyn. Pierwszy polski znaczek pocztowy ukazał się 1 stycznia 1860. Decyzję o emisji znaczka podjął Zarząd Okręgu Pocztowego Królestwa Polskiego.